# Kaoru Inoue
Kaoru Inoue (jap. 井上 馨 Inoue Kaoru; ur. 16 stycznia 1836 w Yuda w hanie Chōshū (ob. prefektura Yamaguchi), zm. 1 września 1915 w Shizuoce w prefekturze Shizuoka) – japoński polityk, pierwszy minister spraw zagranicznych Japonii (1885–1887).
Pochodził z hanu Chōshū, z drobnej rodziny samurajskiej. Studiował w miejscowej szkole nauki zachodnie (rangaku). W młodości zaprzyjaźnił się z Hirobumim Itō. W 1863 roku wszedł w skład poselstwa wysłanego do Wielkiej Brytanii. Po powrocie do Japonii rok później uczestniczył w negocjacjach pokojowych z cudzoziemcami po ataku na Fort Shimonoseki. Jako zwolennik obalenia siogunatu Tokugawów i przywrócenia pełni władzy cesarzowi brał udział w wypracowaniu porozumienia między hanami Chōshū i Satsuma i zakupie od Brytyjczyków broni dla walczących z siogunatem.
W okresie restauracji Meiji jeden z czołowych polityków obozu rządzącego i zwolennik okcydentalizacji Japonii. Jako wiceminister finansów (1871–1873) współuczestniczył w przeprowadzaniu istotnych reform, m.in. likwidacji hanów. Od 1885 do 1887 roku był pierwszym ministrem spraw zagranicznych Japonii. Podczas swojego urzędowania na tym stanowisku działał na rzecz rewizji traktatów nierównoprawnych. W późniejszym okresie był ministrem rolnictwa i handlu (1888–1889), finansów (1898) i spraw wewnętrznych (1898–1901). Był doradcą cesarza Mutsuhito i jednym z genrō.